# Ernst Knorr

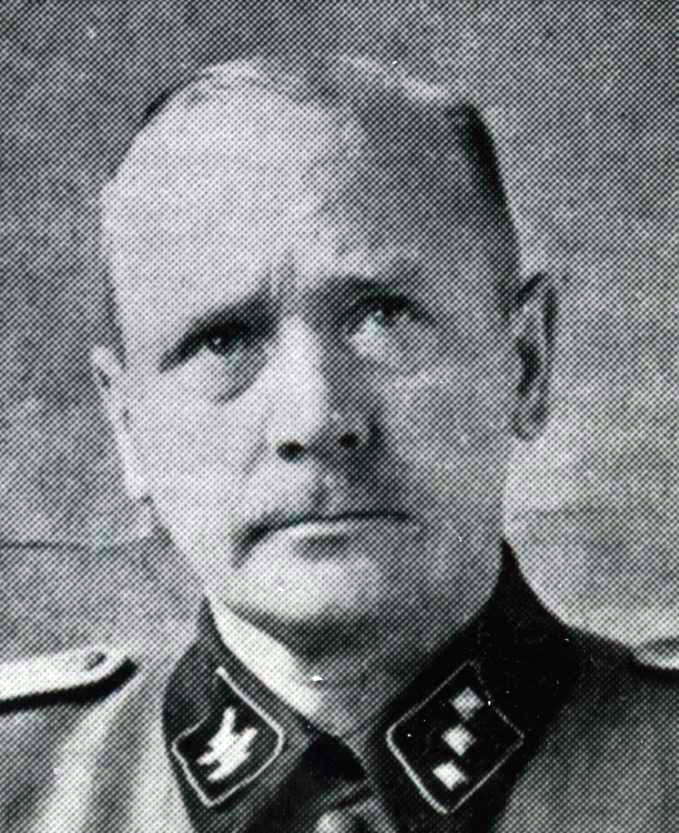
Ernst Knorr (1945)

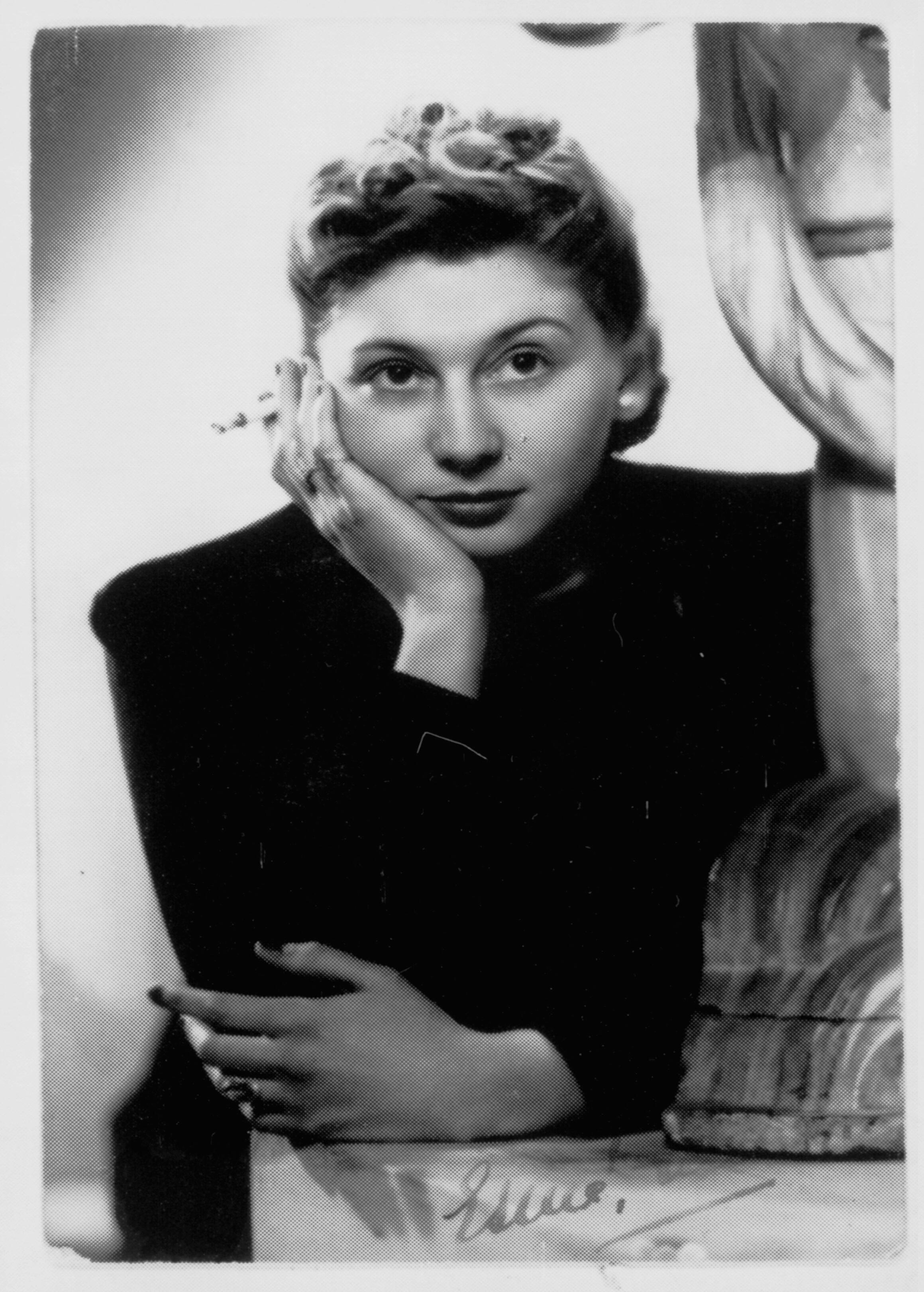
Esmée van Eeghen (ca. 1940)

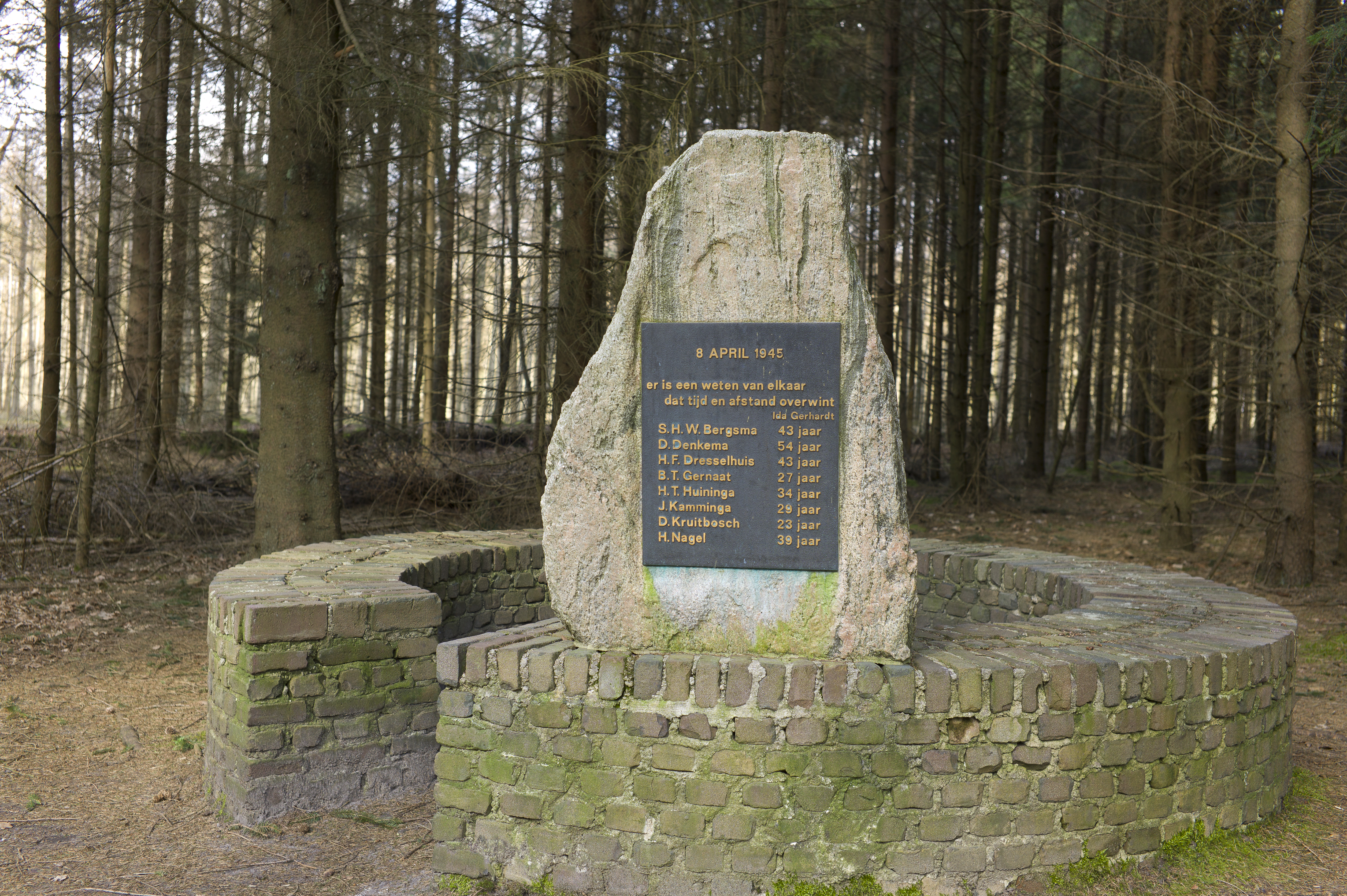
Gedenkstein für die ermordeten Widerstandskämpfer bei Norg

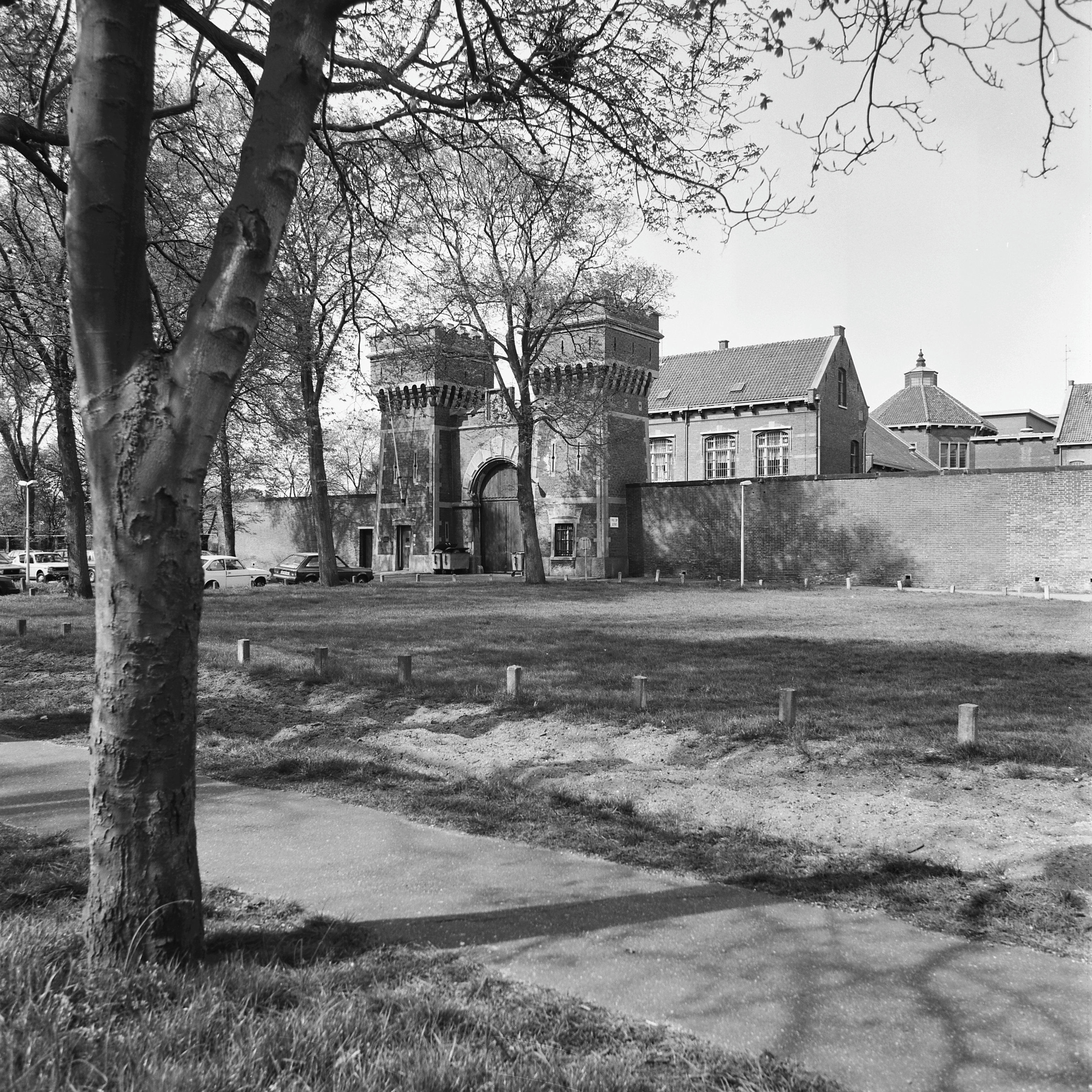
Das Gefängnis in Scheveningen

Ernst Knorr (* 13. Oktober 1899 in Heiligenbeil; † 7. Juli 1945 in Scheveningen) war ein durch seine Brutalität berüchtigter Angehöriger der nationalsozialistischen Sicherheitspolizei im Range eines Kriminalinspektors und SS-Untersturmführers.

## Biographie
Ernst Knorr stammte aus Ostpreußen. Im Ersten Weltkrieg meldete er sich freiwillig zum Kriegsdienst. Danach studierte er Jura, wahrscheinlich in Königsberg, und promovierte. 1923 ging er zur Polizei. Er war verheiratet und hatte zwei Söhne. Über seine Lebensjahre bis 1933 liegen ansonsten keine Informationen vor.
Ab 1933 war Knorr Mitarbeiter der Gestapo in Oberhausen; er war bekannt für seinen strikten Antikommunismus. Im Juni 1934 wurde er befördert und nach Düsseldorf versetzt. Die Düsseldorfer Dienststelle der Staatspolizei war der Oberhausener vorgesetzt, sie hatte 160 hauptamtliche Mitarbeiter und war nach Berlin die zweitgrößte in Deutschland. Allein 1934/35 wurden von der Düsseldorfer Gestapo rund 2000 Menschen verhaftet. In Düsseldorf lernte Knorr eine Reihe von Männern kennen, mit denen er später in den Niederlanden zusammenarbeiten sollte, wie etwa Robert Lehnhoff, einen späteren „Erzrivalen“.
Nach der deutschen Besetzung der Niederlande im Mai 1940 wurde Knorr nach Den Haag versetzt und erneut befördert. Zunächst war er im Referat IVA für die „Bekämpfung des Kommunismus“ zuständig, sein Arbeitsplatz war im Binnenhof Nr. 7 in Den Haag.
Ernst Knorr, dessen Finger der linken Hand amputiert waren, war berüchtigt für seinen gewalttätigen und sadistischen Charakter; seine Lieblingswaffe war der Schlagstock. Wenn bei einem Verhör Menschen misshandelt werden sollten, wurde diesen gesagt, man werde jetzt den Doktor holen.
Knorr gehörte zu den vier Männern, die den Geuzen Sjaak Boezeman so brutal folterten, dass er starb. Nach dreistündigem Verhör im Binnenhof in Den Haag war er schwer misshandelt und mit durchgetrennten Pulsadern in das Gefängnis nach Scheveningen zurückgebracht worden, wo er angab, nicht sich selbst die Pulsadern verletzt zu haben. Am 2. September 1941 leitete Knorr im Oranjehotel, dem Gefängnis von Scheveningen, das Verhör des Kommunisten Herman Holstege, der einen Monat lang geschwiegen und Namen von führenden Kommunisten der Parteileitung in Amsterdam nicht preisgegeben hatte. Knorr penetrierte das Gesäß von Holstege mit einem Gummiknüppel, wodurch dessen Gedärme zerfetzt wurden. Mitgefangene hörten ihn anderthalb Stunden lang schreien und um Hilfe rufen. Holstege nannte zwar Namen, die sich aber später als erfunden herausstellten. Am Tag darauf starb er.
Anfang 1942 leitete Knorr vorübergehend die Dienststelle in Den Haag, wurde aber dann im Mai durch Hans Munt ersetzt. Munt beklagte sich bei seinem Vorgesetzten Wilhelm Harster über Knorrs brutale Verhörmethoden, die oft mit dem Tod der Gefangenen endeten, weswegen man nicht die erwünschten Informationen erhielt. Am 19. Februar 1943 wurde Knorr bei der Festnahme des Kommunisten Gerrit Kastein in Delft verletzt, als der auf ihn schoss. Kastein wurde trotzdem verhaftet und in einem Verhörzimmer im Binnenhof an einen Stuhl gebunden; er stürzte sich mitsamt dem Stuhl aus dem Fenster und starb.
Als im Mai 1943 der Leiter der Gestapo in Groningen, Georg Schwarting, bei einem Autounfall ums Leben kam, ergriff Harster die Chance, Knorr in das dortige Scholtenhuis, den Sitz von SD und SiPo, zu versetzen, allerdings ohne Beförderung. Die Historikerin Monique Brinks von der Stichting Oorlogs- en Verzetscentrum Groningen vermutet, dass Groningen der Außenposten war, auf den wenig genehme Mitarbeiter abgeschoben wurden. Im Scholtenhuis, wo auch Lehnhoff eine Abteilung leitete, herrschte ein Klima der Konkurrenz, und Knorr geriet nach weiteren „verschärften“ Verhören mehr und mehr in eine Außenseiterposition. Sein neuer Chef, Bernhard Georg Haase, der Nachfolger von Harster, hatte die „hinderliche Angewohnheit, regelmäßig Gefangene nach eigenem Gutdünken“ freizulassen, was Knorr ihm verübelte, worauf sich das Verhältnis zwischen Haase und Knorr alsbald verschlechterte.
Knorr begann zunehmend, auf eigene Rechnung vorzugehen und seine Abteilung abzuschotten. Er erschoss eigenhändig mehrere Deserteure und Widerstandskämpfer, darunter etwa den Bedumer Jannes Wiebe Formsma, für den es heute einen Stolperstein gibt.
Am 9. August wurde die Widerstandskämpferin Esmée van Eeghen in Amsterdam verhaftet und nach Groningen gebracht, weil sie im friesischen Widerstand engagiert war. Nach den Recherchen von Monique Brinks soll sie im Scholtenhuis eine Vorzugsbehandlung durch Knorr erhalten und angeblich auch ein sexuelles Verhältnis mit ihm gehabt haben. Die Sekretärin, mit der er liiert war, wurde versetzt. Esmée van Eeghen wurde von Knorr gezwungen, einen Brief an den Widerstandskämpfer Krijn van der Helm zu schreiben, der in Amersfoort untergetaucht war. Der Brief war an die Adresse von van der Helms Eltern gerichtet, und van Eeghen war eventuell nicht bekannt, dass er sich zu diesem Zeitpunkt genau dort aufhielt. Die Brüder Pieter und Klaas Carel Faber, Mitarbeiter von Knorr, sollten den Brief überbringen. Während Klaas Carel Faber vor dem Haus wartete, kam es drinnen zum Kampf, bei dem van der Helm von Pieter Faber erschossen wurde. Da diese Quelle nun versiegt war – man hatte van der Helm lebend fassen wollen – und Esmée van Eeghen keine weiteren Informationen preisgab, wurde offensichtlich ihr Tod beschlossen.
Am 7. September 1944 wurde Esmée van Eeghen gemeinsam mit einem weiteren Gefangenen, dem 24-jährigen Luitje Kremer, mit einem Auto aus der Stadt gebracht und erschossen. Ihre Leichname wurden in den Van Starkenborghkanaal geworfen. Nach einer Aussage von Klaas Carel Faber im September 1945 soll nur Knorr geschossen haben. Eine Autopsie im Pathologisch Anatomisch Laboratorium von Groningen ergab jedoch, dass die 13 Kugeln in van Eeghens Körper drei verschiedene Kaliber hatten, im Körper von Kremer befanden sich vier Kugeln mit zwei unterschiedlichen Kalibern.
Eine Woche vor der endgültigen Befreiung der Provinz Drenthe, am 8. April 1945, war Ernst Knorr an der Erschießung von zehn Widerstandskämpfern beteiligt, die im Gefängnis von Groningen eingesessen hatten. Zu diesem Zeitpunkt war der Süden der Provinz schon durch kanadische Truppen befreit. Die Gefangenen wurden in der Nähe des Flugfeldes von Peest getötet und ihre Leichname in einem Massengrab verscharrt.
Am 16. April 1945 floh Knorr gemeinsam mit rund 125 weiteren Gestapo- und SD-Angehörigen nach Schiermonnikoog, in der Hoffnung, von dort nach Borkum und dann auf das deutsche Festland zu gelangen. Die Insel war als Teil des Atlantikwalls befestigt, und dort war eine deutsche Garnison mit 600 Soldaten stationiert. Am 31. Mai gab die Gruppe auf, und die Männer und Frauen wurden auf das Festland gebracht und im Gefängnis von Groningen inhaftiert. Am 27. Juni wurde Knorr von der kanadischen Field Security in das von ihnen in King’s Prison umbenannte Gefängnis von Scheveningen, das bisherige Oranjehotel, überstellt, in dem er selbst zuvor brutale Verhöre durchgeführt hatte.
Am 7. Juli 1945 wurde Ernst Knorr tot in seiner Zelle aufgefunden, mit einem Seil um den Hals. Nach Berichten von anderen deutschen Insassen war er schwer misshandelt worden und an den Folgen gestorben. Die genaue Todesursache konnte niemals festgestellt werden; es gibt die Vermutung, er sei von seinen niederländischen Bewachern aus Rache für seine Grausamkeiten ermordet worden. Sein Leichnam wurde in das Krankenhaus Zuidwal gebracht und, weil es in dieser Woche sehr heiß war, am 14. Juli auf dem Algemene Begraafplaats bestattet. Am 10. Oktober 1958 wurden die sterblichen Überreste von Knorr auf den Kriegsgräberfriedhof Ysselsteyn bei Venray umgebettet. Knorrs Kollege und Konkurrent Lehnhoff wurde 1950 in Groningen hingerichtet.